# Lac Daniel (rivière Daniel)
Pour les articles homonymes, voir Daniel.
Le lac Daniel est un plan d’eau douce traversé par la rivière Daniel, situé dans le territoire non organisé de Rivière-Mistassini, dans la municipalité régionale de comté (MRC) de Maria-Chapdelaine, dans la région administrative du Saguenay–Lac-Saint-Jean, dans la province de Québec, au Canada.
La zone du lac Daniel est indirectement desservie par la route forestière R0257 qui remonte la vallée de la rivière Mistassibi en contournant les montagnes de long de la rive Sud-Ouest. Quelques routes forestières secondaires desservent le secteur surtout pour les besoins de la foresterie et des activités récréotouristiques.
La surface du lac Daniel est habituellement gelée de la fin novembre au début avril, toutefois la circulation sécuritaire sur la glace se fait généralement de la mi-décembre à la mi-avril.

## Géographie
Les principaux bassins versants voisins du lac Daniel sont :
- côté nord : lac Rodde, rivière Daniel, rivière Mistassibi, lac Clarice, lac Nathalie ;
- côté est : rivière Mistassibi, rivière Mistassibi Nord-Est ;
- côté sud : rivière Daniel, lac Marthe, lac Denise, lac Primont, rivière Mistassibi, rivière des Framboises ;
- côté ouest : rivière Mistassini.

Le lac Daniel comporte une superficie de km2, une longueur de 4,6 km, une largeur maximale de 1,4 km et une altitude de 512 m. La partie Sud de ce lac est traversée vers le Nord, puis l’Est, sur 2,4 km par la rivière Daniel. La rive Sud de ce lac comporte un sommet de montagne de 604 m et un autre 679 m.
L’embouchure du lac Daniel est localisée au Sud-Est, soit à :
- 6,4 km à l’ouest de la route forestière R0257 (sens Nord-Sud) ;
- 8,1 km à l’Ouest du cours de la rivière Mistassibi ;
- 13,1 km à l’Est du cours de la rivière Mistassini ;
- 13,5 km à l’Est de la route forestière R0206 (sens Nord-Sud) qui remonte la vallée de la rivière Mistassini ;
- 21,7 km au Nord-Ouest de la confluence de la rivière Daniel et de la rivière Mistassibi ;
- 125,2 km au Nord-Ouest de la confluence de la rivière Mistassibi et de la rivière Mistassibi Nord-Est ;
- 192 km au Nord de la confluence de la rivière Mistassibi et de la rivière Mistassini ;
- 210 km au Nord-Ouest de la confluence de la rivière Mistassini et du lac Saint-Jean[1].

À partir de l’embouchure du lac Daniel, le courant descend successivement le cours de la rivière Mistassibi sur 232,4 km vers le Sud, puis le cours de la rivière Mistassini sur 22,7 km vers le Sud-Ouest. À l’embouchure de cette dernière, le courant traverse le lac Saint-Jean sur 42,7 km vers l’Est, puis emprunte le cours de la rivière Saguenay vers l’Est sur 155 km jusqu'à la hauteur de Tadoussac où il conflue avec le fleuve Saint-Laurent.

## Toponymie
Le toponyme "lac Daniel" a été officialisé le 5 décembre 1968 par la Commission de toponymie du Québec.